# Großer Preis von Spanien 1968
Der Große Preis von Spanien 1968 (offiziell XIV Gran Premio de España) fand am 12. Mai auf dem Circuito del Jarama in San Sebastián de los Reyes statt und war das zweite Rennen der Automobil-Weltmeisterschaft 1968.

## Berichte

### Hintergrund
Erst rund fünf Monate nach dem Saisonauftakt in Südafrika fand der zweite WM-Lauf des Jahres statt.
Im März hatte zwischenzeitlich Bruce McLaren mit seiner neuen Eigenkonstruktion McLaren M7A das nicht zur Weltmeisterschaft zählende Race of Champions in Brands Hatch gewonnen. Bei diesem Rennen waren die Lotus-Rennwagen erstmals nicht mehr im klassischen British Racing Green angetreten, sondern in der rot-weißen Farbgebung des neuen Hauptsponsors. Das Team begründete damit einen Trend, der sich in den folgenden Monaten rasant im Motorsport verbreitete.
Drei Wochen nach diesem Rennen war Jim Clark während eines Formel-2-Rennens auf dem Hockenheimring tödlich verunglückt. Als wenige Tage danach ein weiteres nicht zur Weltmeisterschaft zählendes Formel-1-Rennen in Silverstone stattfand, trat Lotus aus diesem Grund mit nur einem Wagen an und Denis Hulme bescherte dem McLaren-Team einen weiteren Sieg. Am selben Wochenende verunglückte Jackie Stewart bei einem Formel-2-Rennen im Jarama schwer und erlitt dabei Verletzungen, die ihn zu einer einmonatigen Pause zwangen, sodass er nicht am Großen Preis von Spanien teilnehmen konnte.
Mit Mike Spence kam ein weiterer Formel-1-Pilot noch vor dem zweiten WM-Lauf ums Leben. Er starb bei Vortests für das Indianapolis 500.
Nur 14 Wagen wurden schließlich für den ersten Großen Preis von Spanien seit 1954 gemeldet. B.R.M., Lotus und Matra International traten ausnahmsweise nur mit jeweils einem Fahrzeug an. Im Gegenzug bereicherte das von Reg Parnell gegründete gleichnamige Privatteam das Feld, indem ein BRM P126 für Piers Courage gemeldet wurde. Das Privatteam von Rob Walker verfügte nun anstelle eines Cooper T81 über einen Lotus 49. Das Cooper-Werksteam hatte seine Fahrzeuge von Maserati- auf B.R.M.-Motoren umgerüstet.

### Training
Chris Amon wurde im Ferrari 312F1 erstmals in seiner Grand-Prix-Karriere Trainingsschnellster. Er teilte sich die aus drei Fahrzeugen bestehende erste Startreihe mit Pedro Rodríguez und Denis Hulme. Dahinter qualifizierten sich Bruce McLaren und Jean-Pierre Beltoise, der Jackie Stewart im Matra-Kundenteam Tyrrell vertrat. Graham Hill erreichte im favorisierten Lotus 49 nur den sechsten Startplatz.

### Rennen
Rodríguez übernahm nach dem Start sofort die Führung vor Beltoise, Amon und Hulme. Diese Reihenfolge blieb bis zur zwölften Runde konstant, als Beltoise kurzzeitig die Führung übernahm. Vier Runden später schied er jedoch wegen eines Motorproblems aus und überließ somit Amon, der zwischenzeitlich Rodríguez überholt hatte, die Führung. 30 Runden lang blieb der Neuseeländer daraufhin an der Spitze. Bis zur 28. Runde wurde er dabei stets von Rodríguez bedrängt, bis dieser die Kontrolle über seinen Wagen verlor und verunglückte. Dadurch gelangte Hill auf den zweiten Platz vor Hulme und John Surtees.
Als in Runde 58 Amons Kraftstoffpumpe ausfiel, übernahm Hill die Führung und gewann vor Hulme und Brian Redman, der somit in seinem zweiten Grand Prix seinen ersten und einzigen Podestplatz erreichte.

## Meldeliste
| Team                          | Nr. | Fahrer               | Chassis             | Motor                    | Reifen |
| ----------------------------- | --- | -------------------- | ------------------- | ------------------------ | ------ |
| Bruce McLaren Motor Racing    | 01  | Denis Hulme          | McLaren M7A         | Ford Cosworth DFV 3.0 V8 | G      |
| Bruce McLaren Motor Racing    | 02  | Bruce McLaren        | McLaren M7A         | Ford Cosworth DFV 3.0 V8 | G      |
| Brabham Racing Organisation   | 03  | Jack Brabham         | Brabham BT26        | Repco 860 3.0 V8         | G      |
| Brabham Racing Organisation   | 04  | Jochen Rindt         | Brabham BT24        | Repco 740 3.0 V8         | G      |
| Reg Parnell Racing            | 05  | Piers Courage        | BRM P126            | BRM P142 3.0 V12         | G      |
| Matra International (Tyrrell) | 06  | Jean-Pierre Beltoise | Matra MS10          | Ford Cosworth DFV 3.0 V8 | D      |
| Honda Racing                  | 07  | John Surtees         | Honda RA301         | Honda RA301E 3.0 V12     | F      |
| Owen Racing Organisation      | 09  | Pedro Rodríguez      | BRM P133            | BRM P142 3.0 V12         | G      |
| Gold Leaf Team Lotus          | 10  | Graham Hill          | Lotus 49            | Ford Cosworth DFV 3.0 V8 | F      |
| Cooper Car Company            | 14  | Brian Redman         | Cooper T86B         | BRM P142 3.0 V12         | F      |
| Cooper Car Company            | 15  | Ludovico Scarfiotti  | Cooper T86B         | BRM P142 3.0 V12         | F      |
| Rob Walker Racing             | 16  | Joseph Siffert       | Lotus 49            | Ford Cosworth DFV 3.0 V8 | F      |
| Scuderia Ferrari SpA SEFAC    | 19  | Chris Amon           | Ferrari 312 (67/68) | Ferrari 242 3.0 V12      | F      |
| Scuderia Ferrari SpA SEFAC    | 21  | Jacky Ickx           | Ferrari 312 (67/68) | Ferrari 242 3.0 V12      | F      |

## Klassifikationen

### Startaufstellung
| Pos. | Fahrer               | Konstrukteur  | Zeit   | Ø-Geschwindigkeit | Start |
| ---- | -------------------- | ------------- | ------ | ----------------- | ----- |
| 01   | Chris Amon           | Ferrari       | 1:27,9 | 139,413 km/h      | 01    |
| 02   | Pedro Rodríguez      | B.R.M.        | 1:28,1 | 139,096 km/h      | 02    |
| 03   | Denis Hulme          | McLaren-Ford  | 1:28,3 | 138,781 km/h      | 03    |
| 04   | Bruce McLaren        | McLaren-Ford  | 1:28,3 | 138,781 km/h      | 04    |
| 05   | Jean-Pierre Beltoise | Matra-Ford    | 1:28,3 | 138,781 km/h      | 05    |
| 06   | Graham Hill          | Lotus-Ford    | 1:28,4 | 138,624 km/h      | 06    |
| 07   | John Surtees         | Honda         | 1:28,8 | 138,000 km/h      | 07    |
| 08   | Jacky Ickx           | Ferrari       | 1:29,6 | 136,768 km/h      | 08    |
| 09   | Jochen Rindt         | Brabham-Repco | 1:29,7 | 136,615 km/h      | 09    |
| 10   | Joseph Siffert       | Lotus-Ford    | 1:29,7 | 136,615 km/h      | 10    |
| 11   | Piers Courage        | B.R.M.        | 1:29,9 | 136,311 km/h      | 11    |
| 12   | Ludovico Scarfiotti  | Cooper-B.R.M. | 1:30,8 | 134,960 km/h      | 12    |
| 13   | Brian Redman         | Cooper-B.R.M. | 1:31,0 | 134,664 km/h      | 13    |
| 14   | Jack Brabham         | Brabham-Repco | 1:44,2 | 117,605 km/h      | DNS   |

### Rennen
| Pos. | Fahrer               | Konstrukteur  | Runden | Stopps | Zeit       | Start | Schnellste Runde |
| ---- | -------------------- | ------------- | ------ | ------ | ---------- | ----- | ---------------- |
| 01   | Graham Hill          | Lotus-Ford    | 90     | 0      | 2:15:02,1  | 06    |                  |
| 02   | Denis Hulme          | McLaren-Ford  | 90     | 0      | + 15,1     | 03    |                  |
| 03   | Brian Redman         | Cooper-B.R.M. | 89     | 0      | + 1 Runde  | 13    |                  |
| 04   | Ludovico Scarfiotti  | Cooper-B.R.M. | 89     | 0      | + 1 Runde  | 12    |                  |
| 05   | Jean-Pierre Beltoise | Matra-Ford    | 81     | 2      | + 9 Runden | 05    | 1:28,3 (47.)     |
| –    | Bruce McLaren        | McLaren-Ford  | 77     | 0      | DNF        | 04    |                  |
| –    | John Surtees         | Honda         | 74     | 0      | DNF        | 07    |                  |
| –    | Joseph Siffert       | Lotus-Ford    | 62     | 1      | DNF        | 10    |                  |
| –    | Chris Amon           | Ferrari       | 57     | 0      | DNF        | 01    |                  |
| –    | Piers Courage        | B.R.M.        | 52     | 0      | DNF        | 11    |                  |
| –    | Pedro Rodríguez      | B.R.M.        | 27     | 0      | DNF        | 02    |                  |
| –    | Jacky Ickx           | Ferrari       | 13     | 0      | DNF        | 08    |                  |
| –    | Jochen Rindt         | Brabham-Repco | 10     | 0      | DNF        | 09    |                  |

## WM-Stände nach dem Rennen
Die ersten sechs des Rennens bekamen 9, 6, 4, 3, 2, 1 Punkte. Die besten fünf Ergebnisse der ersten sechs und der zweiten sechs Rennen zählten zur Meisterschaft. In der Konstrukteurswertung zählten dabei nur die Punkte des bestplatzierten Fahrers eines Teams.

### Fahrerwertung
| Pos. | Fahrer               | Konstrukteur                 | Punkte |
| ---- | -------------------- | ---------------------------- | ------ |
| 01   | Graham Hill          | Lotus-Ford                   | 15     |
| 02   | Jim Clark †          | Lotus-Ford                   | 9      |
| 03   | Denis Hulme          | McLaren-Ford                 | 8      |
| 04   | Jochen Rindt         | Brabham-Repco                | 4      |
| 05   | Brian Redman         | Cooper-B.R.M.                | 4      |
| 06   | Chris Amon           | Ferrari                      | 3      |
| 07   | Ludovico Scarfiotti  | Cooper-B.R.M.                | 3      |
| 08   | Jean-Pierre Beltoise | Matra-Ford                   | 3      |
| 09   | Joseph Siffert       | Lotus-Ford / Cooper-Maserati | 0      |
| 10   | John Surtees         | Honda                        | 0      |
| 11   | John Love            | Brabham-Repco                | 0      |
| –    | Jackie Pretorius     | Brabham-Climax               | 0      |
| –    | Dan Gurney           | Eagle-Weslake                | 0      |

| Pos. | Fahrer            | Konstrukteur    | Punkte |
| ---- | ----------------- | --------------- | ------ |
| –    | Jacky Ickx        | Ferrari         | 0      |
| –    | Joakim Bonnier    | Cooper-Maserati | 0      |
| –    | Jackie Stewart    | Matra-Ford      | 0      |
| –    | Sam Tingle        | LDS-Repco       | 0      |
| –    | Basil van Rooyen  | Cooper-Climax   | 0      |
| –    | Pedro Rodríguez   | B.R.M.          | 0      |
| –    | Jack Brabham      | Brabham-Repco   | 0      |
| –    | Andrea de Adamich | Ferrari         | 0      |
| –    | Mike Spence †     | B.R.M.          | 0      |
| –    | Dave Charlton     | Brabham-Repco   | 0      |
| –    | Bruce McLaren     | McLaren-Ford    | 0      |
| –    | Piers Courage     | B.R.M.          | 0      |

### Konstrukteurswertung
| Pos. | Konstrukteur   | Punkte |
| ---- | -------------- | ------ |
| 01   | Lotus-Ford     | 18     |
| 02   | McLaren-Ford   | 6      |
| 03   | Brabham-Repco  | 4      |
| 04   | Cooper-B.R.M.  | 4      |
| 05   | Ferrari        | 3      |
| 06   | Matra-Ford     | 3      |
| 07   | McLaren-B.R.M. | 2      |

| Pos. | Konstrukteur    | Punkte |
| ---- | --------------- | ------ |
| 08   | Cooper-Maserati | 0      |
| 09   | Honda           | 0      |
| –    | Brabham-Climax  | 0      |
| –    | Eagle-Weslake   | 0      |
| –    | LDS-Repco       | 0      |
| –    | B.R.M.          | 0      |